# 이시방
이시방(李時昉, 1594년 ~ 1660년)은 조선 후기의 문신, 관료이다. 본관은 연안(延安). 자는 계명(季明), 호는 서봉(西峯)이다. 인조와 효종 대에 나주목사, 전라도관찰사와 공조판서 등을 지냈다. 아버지는 연평부원군인 이귀이고, 형은 영의정을 지냈던 이시백이다.

## 생애

### 역사에 등장하다
1623년 아버지 이귀와 함께 인조반정에 참여하여 2등 정사공신 연성군으로 봉해지며 사서에 등장했다. 이어 다음 해에 일어난 이괄의 난 진압에도 참가해 신임을 얻었고, 이에 1625년에는 서산군수가 되어 관료로서 녹봉을 받기 시작했다. 1627년에는 정묘호란 당시 인조가 파천(播遷)하기에 앞서 순검사로 임명되어 강화도의 군비를 점검하고, 파천 후에는 전국 8도의 군량미 등을 관리하는 등 인조의 큰 신임이 있어야만 가능한 책무를 받았다. 정묘호란이 끝난 뒤에는 광주부사가 되어 광주와 남한산성 일대를 방호하는 임무를 맡았다.

### 귀양을 가다
1632년에는 한성의 좌윤과 우윤을 역임했다. 인목대비 사후에는 국장도감과 산릉도감의 제조가 되어 장례절차를 책임졌다. 한성부의 좌, 우윤을 맡은지 4년 뒤인 1636년에는 나주목사가 되었고, 이듬해에는 전라도관찰사로 승급하였으나, 조정에서 전라도 일대의 주민들을 국경 방비에 내보낼 것을 주장하자 이를 극히 반대하여 군량미 보급에 힘써야 한다는 주장을 조정에 하였다. 특히 병자호란의 위기가 오자 입암산성을 만드는 등 방호에도 신경썼으나, 병자호란 때 지원군을 제대로 지원하지 못했다는 이유로 정산으로 귀양에 처해지는 등 수난을 겪었다.

### 판서를 역임하다
귀양한지 만 4년만인 1640년에 귀양에서 풀려나 제주목사를 지냈다. 연려실기술에 따르면 교동도에서 제주도로 귀양지가 옮겨지어 온 광해군의 신변을 반정공신임에도 보호해주고, 광해군이 1641년 사망하였을 때 손수 염습까지 하는 등 정성을 들였다고 전해진다. 이듬해에 병이 있다는 사유로 제주목사직에서 물러났으나 그 해 겨울에 광주수어사가 되어 다시 관직에 복직했다. 1644년에는 심기원의 반역이 일어났는데, 이시백과 이시방이 이에 연계되어 있다는 흉서가 떠돎에 따라 파직당하기도 했다.
다시 1645년 호조참판으로 조정에 입각했고, 전라도와 충청도에 대동법 시행을 주장했다. 2년 뒤에는 병조참판을 역임하고, 1648년에는 공조판서에 올라 생애 첫 판서직에 올랐다. 2년 뒤 인조 사후에는 산릉제조로 능의 조성과 안치에 힘썼고, 형조판서에 올랐다. 효종 즉위 후에는 한성부판윤에 임명되어 조정에서 활약했다.

### 말년과 최후

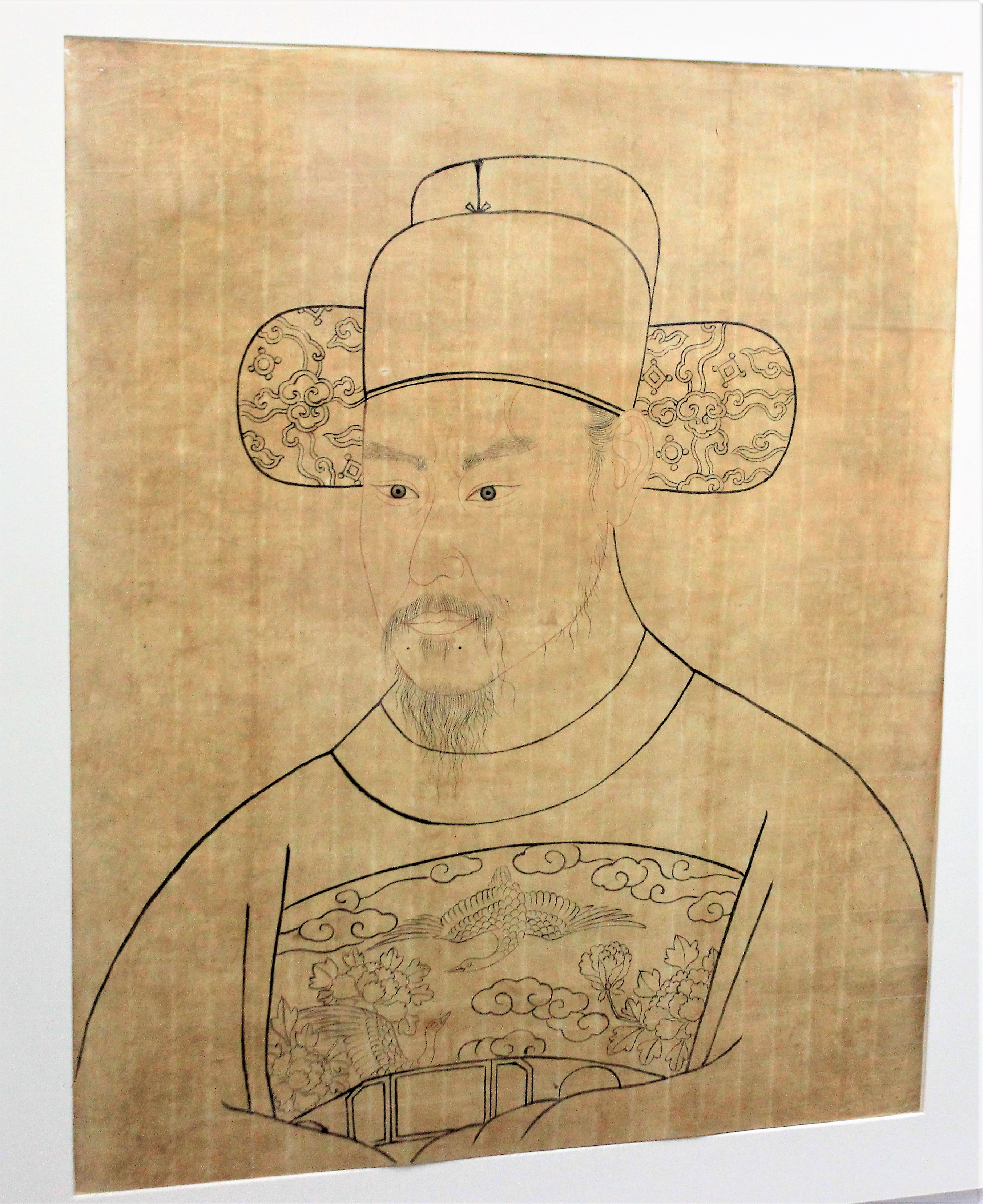
이시방 초상 일괄 중 노년의 이시방 밑그림. (대전광역시 유형문화재 제38호)

공조판서와 형조판서를 계속 역임하던 중 효종 즉위 말년 김자점이 역모를 꾀하는 사건이 일어나자, 이시방이 김자점의 처제의 오누이라는, 혈연 및 결혼으로 연결되어 있다는 사유로 인하여 파직당하였다. 이후 현종의 즉위로 공조판서로 직위에 복귀했다. 이 때 판금부의사를 겸하게 되었는데, 이 때 전라도 지역에 대동법을 실시할 것을 계속 주장하였다고 전해진다. 이후 생애의 말엽인 1660년 남한산성을 개수하라는 현종의 영에 따라 남한산성의 개수에 나섰다가 사망하였다. 사후에는 시호로 충정(忠靖)을 받았고, 영의정에 추존되었다.

## 저서 및 관련물
- 이시방 초상 일괄 중 《관복본 전신상》이 보물 1482호로 지정되어 있다. 이시방 초상은 현재 대전시립박물관에 소장되어 있다.
  - 이시방 초상 일괄은 대전광역시 유형문화재 38호로 지정되어 있다.
- 저서로는 서봉일기 등이 있다.
- 공주시 이인면에 이시방, 이귀, 이시담, 이시백 등을 모신 사당인 성봉서사가 있었으나, 흥선대원군의 서원 철폐령에 따라 폐사되어 흔적만 남아 있다.
- 보령 충정공 이시방 신도비는 충청남도 보령시 오천면 영보리에 있다. 비문이 3,000여자에 달하며 대동법 실시, 정묘호란 등 조선 중기의 사회상을 알 수 있는 자료로 2019년 5월 10일 보령시의 향토문화유산 제9호로 지정되었다.

## 가족 관계
- 고조부 : 이수장(李壽長)
- 증조부 : 이기(李巙)
  - 조부 : 이정화(李廷華)
  - 조모 : 안동권씨, 권용(權鎔)의 딸
    - 아버지 : 이귀
    - 어머니 : 인동장씨, 장민(張旻)의 딸
      - 형제: 이시백
      - 형제 : 이시담 (출계)
      - 누이 : 이예순 - 김자점의 동생 김자겸의 부인